# Dhiban
Dhiban is een stad in het Jordaanse gouvernement Amman. De stad ligt op ongeveer 70 kilometer ten zuiden van de hoofdstad Amman, 20 kilometer ten oosten van de Dode Zee en ongeveer 5 kilometer ten noorden van de rivier de Arnon. Bij de huidige stad liggen ruïnes van een oudere stad, die in de Bijbel staat beschreven als Dibon (Hebreeuws: דִּיבֹן; "treuren" of "verspillen") of Dibon-Gad (דִּיבֹן גָּד). Dhiban is bekend als de vindplaats van de Stele van Mesha.

## Geschiedenis
Bij de huidige stad liggen een aantal ruïnes, waarvan uit archeologisch onderzoek is gebleken dat ze met tussenpozen al ten minste 5.000 jaar wordt bewoond. De vroegst gevonden bewoning dateert uit de Vroege Bronstijd in het derde millennium v.Chr. De lange bewoningsgeschiedenis dankt de stad mede aan het feit dat ze was gelegen aan de koninklijke weg, een belangrijke handelsroute in de oudheid.
In de Bijbel wordt de stad Dibon verschillende malen genoemd. Tijdens de Exodus stopten de Israëlieten hier en later (Numeri 3:45-46) komt ook de naam Dibon-Gad voor en zou de stad zijn bezet door de Israëlitische stam Gad.
Volgens de Stele van Mesha, die hier werd gevonden en uit de 9e eeuw v.Chr. stamt, was de Moabitische koning Mesha verantwoordelijk voor het verdrijven van deze Israëlieten, alsook voor de stichting van het oude Dhiban als een belangrijke plaats in het koninkrijk Moab.
Later werd de stad achtereenvolgens veroverd en bestuurd door het Romeinse Rijk, Byzantijnse Rijk, de vroeg-islamitische Omajjaden en de midden-islamitische mammelukken.
Tot in het begin van de 20e eeuw bleef het een plaats waar vooral nomaden kwamen, maar in de jaren 50 ontstond er een stadje, dat momenteel ongeveer 15.000 mensen telt. Veel inwoners werken in het leger, bij de overheid of in seizoenswerk in de landbouw. De meeste inwoners behoren tot de islamitische stam Bani Hamida. 